# Amore in fuga
Amore in fuga è un film muto italiano del 1921 diretto da Ermanno Geymonat.